# Martin Hutze
Martin Hutze (* 2. Dezember 1894 in Barkhausen; † 26. Februar 1968) war ein parteiloser deutscher Kommunalpolitiker. Von 1945 bis 1946 war er Bürgermeister der Stadt Minden.

## Leben und Beruf
Martin Hutze wurde im Jahr 1894 in der damaligen Gemeinde Barkhausen geboren, hatte am altsprachlichen Gymnasium in Minden sein Abitur gemacht, später Rechtswissenschaften studiert und zum Doktor der Rechtswissenschaften promoviert. Er war ab 1926 als Rechtsanwalt und Notar in Minden tätig.

## Bürgermeister von Minden
Die Stadt Minden wurde am späten Abend des 4. April 1945 durch britisch-kanadische Truppen eingenommen, bereits am 3. April war für die Stadt Panzeralarm ausgelöst worden und der Betrieb der Stadtverwaltung wurde eingestellt. In der Stadt Minden richteten die alliierten Truppen Militärregierungen ein, die für den Kreis Minden und den Regierungsbezirk Minden zuständig waren. Die Stadtverwaltung nahm auf Befehl der Militärregierung ihren Betrieb am 12. April 1945 unter Bürgermeister Werner Holle (NSDAP) wieder auf. Die Stadtverwaltung hatte in den folgenden Wochen und Monaten die Befehle der Militärregierung auszuführen.
Am 26. April 1945 nahm die Militärregierung einen nicht fristgerecht ausgeführten Befehl zum Anlass, Bürgermeister Holle aus seinem Amt zu entlassen; der wirkliche Grund war aber seine Mitgliedschaft in der NSDAP. Die Stadt Minden wurde aufgefordert, eine Liste mit möglichen Nachfolgern vorzulegen. Etwa acht Personen aus Minden haben das ihnen angebotene Amt des Bürgermeisters aus verschiedenen Gründen abgelehnt, unter ihnen waren auch der spätere Landrat Graff und der Kaufmann Fritz Frerichs. Anfang Mai fiel die Wahl der Militärregierung auf den Mindener Juristen Martin Hutze, er wurde am 3. Mai 1945 durch den Landrat des Kreises Minden Hans Graff in sein Amt eingeführt.
Bürgermeister Hutze musste zunächst mit der „Entnazifizierung“ der Verwaltung beginnen und sah sich dann mit den Ereignissen der unmittelbaren Nachkriegszeit konfrontiert. Dazu gehörten vor allem die Sicherstellung der Nahrungsmittelversorgung der Bevölkerung, die schrittweise Wiederherstellung der Infrastruktur und die Organisation der ersten freien Wahlen in Minden nach dem Zweiten Weltkrieg. Ein wichtiges Ereignis seiner Amtszeit war das Jahrhunderthochwasser der Weser im Februar 1946, in Flussnähe wurden weite Bereiche der Stadt Minden überflutet.
Nach der ersten Kommunalwahl in Minden am 15. September 1946 schied Martin Hutze am 3. Oktober 1946 aus dem Amt des Bürgermeisters aus. Sein Nachfolger wurde der CDU-Politiker Albrecht Hattenhauer.